# 神谷玲子
神谷 玲子（かみや れいこ、1984年10月12日 - ）は、宮城県出身のモデル、女性パチンコライター。身長162cm。

## 経歴
デビュー以後モデルを軸にタレント、舞台女優として活動。2010年3月20日発売「パチンコ必勝本デラックス」（辰巳出版）における”パチンコ姫はじめ”企画内で紙面デビューし、その後辰巳出版「必勝本」専属ライターとなる。
2014年から所属事務所を「ピーチ」から「ダブルアッシュプロジェクト」へ移籍。2015年以降は芸能活動はフリーランスとなり、事実上パチンコライター専任となるが、当人はこの肩書きを使わず「パチンコ大好きタレント（モデル）」と称している。
ギタリストの肩書も持ち、一時はバンド「CatNip」に在籍していたが、2012年10月17日のブログで正式な脱退を表明している。

## 人物
- モデル経験を生かした美人パチンコライターとして活動。鼻声。プライベートではパチンコ、パチスロどちらも打つ。
- 4人兄妹の末っ子。落ち着いた外見の一方、運動神経に自信があり、中学、高校時代には卓球で東北代表となった。プレイスタイルはカットマン。

- 2012年に書道師範代の資格を取得する。

- 両親ともにパチンコ好きであり、パチンコ歴は長い。パチンコ番組出演時には「サラブレッド」と紹介されることもある。

## 出演

### テレビドラマ
- Dr.伊良部一郎 （2011年1月、テレビ朝日） - 第3話[2]
- バラ色の聖戦（2011年9月 - 11月、テレビ朝日）[2]

### その他バラエティ
- シックスハンターII 〜最強魂への道のり〜(2011年10月 - 2012年9月、テレビ愛知） - レギュラー出演
- めちゃ×2イケてるッ!（2010年 - 2011年、フジテレビ)- エスパー伊東率いる「エスパーギャルズ」メンバー
- ペケ×ポン（フジテレビ） - コーナーアシスタント
- グータンヌーボ（関西テレビ)
- 金曜日のスマたちへ（TBS)
- ゴッドタン（テレビ東京)第1 - 3回「バカヤロウ徒競争」[6]、「ハメ外しクラブ」リポーター
- Get!パチンコ(スカパー)
- 銀玉王（2013年1月 - 、サンテレビ） - レギュラー
- Hi－Hiの真王伝説（2013年6月 - 7月、テレビ埼玉) - 準レギュラー
- 真王伝説 (2013年8月 - 、テレビ埼玉） - レギュラー
- 王庭伝説（2016年4月8日 - 、テレビ埼玉）

### ウェブテレビ
- まりれこ(2016年、パチンコ・パチスロ必勝本WEB-TV)
- 神谷玲子の神スロっ(2016年9月24日 - 、パチンコ・パチスロ必勝本WEB-TV）
- 神谷玲子の神ぱち(2016年9月24日 - 、パチンコ・パチスロ必勝本WEB-TV）
- 美神解放区(2016年5月 - 、ジャンバリプレミアムTV）

### CM
- 香里奈'Sコレクション（2010年、ニッセン）
- カーセンサー（2011年、リクルートマーケティングパートナーズ）
- 太田漢方胃腸薬Ⅱ「戦うOL」篇2（2011年、太田胃散）
- バブ（2012年、花王） - OL役

### 舞台
- FULLMONTY公演「秘密合コン倶楽部」（2010年7月7日から2010年7月11日、萬劇場)[7]
- FULLMONTY公演「アイベツリク?俺がお前を愛してやる」（2012年5月30日から2012年6月3日、萬劇場)
- しまぁ～ん共和国公園「オタクたちの低空非行」（2015年4月7日から2015年4月13日まで「劇」小劇場)

### イベント
- 自転車の祭典Minilove 初代イメージガール（MINIキュン）[8]

### スチールモデル
- NEC　パソコン[2]
- NEC　デジカメ[2]
- フリーペーパー「クーポンランド」ヘアーモデル（2010年）
- CASIO「ハイブリッドGPSカメラH２０G」
- その他個人撮影会モデル[9]

### 雑誌
- 「CanCam」読者モデル（2010年3月 - 、小学館)[1]
- ブランドJOY(2010年9月～2011年4月、MAGAZINE BOX） - レギュラーモデル[2]
- パチンコオリジナル必勝法デラックス（辰巳出版) - ライター

### パチンコ
- CR呪怨(2013年、藤商事） - 麗 役[2]

### パチスロ
- スロドル（2023年3月、コナミアミューズメント）[10]

## 作品

### CD
- 東北HIPHOPコンピレーションアルバム「RAP SOUND BURGER」（2005年2月、handcuts Records） - REIKOとして参加

### DVDマガジン
- パチスロ必勝本 極 増刊「射駒タケシ＆神谷玲子の「タケれこ」」（2013年スコラマガジン）[11]